# Св. св. Петър и Павел (Стойките)
Вижте пояснителната страница за други значения на Свети апостоли Петър и Павел.
„Св. св. първоапостоли Петър и Павел“ е православен храм в село Стойките, Смолянска духовна околия, Пловдивска епархия.
През 1874 година е положен първият камък на църквата „Св. св. Апостоли Петър и Павел“ в Кайковска махала. Това става след дълго и сложно обсъждане между вярващите и след построяването на Стойченското училище. На всеки мирянин му се искало храма да е по-близко до дома му в селото разделено на няколко махали, разположени сравнително далече една от друга. Най-заможният и влиятелен човек в селото бил Коляджика, който по въпроса се произнесъл така: „Местусу жай асува. Ут мен имать местусу, хиледа гроша и дар за мастуринь“ (Мястото ще е тук. От мен имате мястото, хиляда гроша и дар за майстора). Позволителното за градежа било издействано от Пловдивския митрополит Панарет. Същият владика при освещаването на църквата бил посрещнат от населението в местността Ешек кулак (от турски: магарешки уши).
Априлското въстание и Освободителната война забавят строителството (до 1876 г. строежът стига до прозорците), но църквата е завършена и осветена от Левкийския епископ Геврасий, по него време помощник на Панарет на 5 юни 1881 година.
Църквата е висока и масивна с хармонично разположени прозорци с красиви ковани решетки за тях. Входните двери на храма са обковани с метални листове, скрепени с ръчно изработени ковашки пирони. Камбаната била сложена на два стълба между църквата и съседното училище. Тъй като камбанният звън не достигал до по-отдалечените къщи през 1900 г., църковното настоятелство взима решение и с позволението на Общинския съвет е построена камбанария близо до североизточния зид на църквата.
От 2018 г. е започнало възстановяване на съществуващото някога килийно училище, част от църковния комплекс, уредено към храма. Мероприятието, предприето по инициатива на Пловдивската митрополия се извършва с доброволния труд на стойчени.

## Други обекти и места за поклонение в село Стойките
- Национален гайдарски събор „Апостол Кисьов“
- Музей на гайдата
- Параклис „Преображение Господне“
- Параклис „Света Марина“
- Механа „Воденицата“ (не работи)